# Расторгуев, Антон Валерьевич
Антон Валерьевич Расторгуев (14 марта 1984 года, Псков, СССР) — российский футболист, полузащитник.

## Биография
Воспитанник псковского футбола. Первый тренер В. П. Кравченко. Спустя год занимался у А. С. Лебедева. На профессиональном уровне дебютировал за клуб «Псков-2000». В 2006 году вместе со своим партнёром по юношеской команде Антоном Ременчиком выступал в Высшей лиги Латвии за «Ригу». Затем вернулся в родной город, в котором провел оставшуюся часть карьеры.
Закончив играть в футбол перешёл на работу детско-юношескую спортивную школу «Псков-747». Со своими воспитанниками принимал участия на международных турнирах.